# Wilderness (The Handsome Family)
Wilderness è il nono album in studio del gruppo musicale The Handsome Family, pubblicato nel maggio 2013 dall'etichetta discografica Carrot Top Records.

## Tracce
(I brani sono stati composti da "The Handsome Family")
No.  Titolo Durata
1. "Flies"                   3:41
2. "Frogs"                 4:41
3. "Eels"                    4:25
4. "Octopus"             3:33
5. "Owls"                   3:59
6. "Caterpillars"         4:41
7. "Glow Worm"        5:33
8. "Lizard"                 5:12
9. "Woodpecker"       4:22
10. "Gulls"                   4:20
11. "Spider"                 3:54
12. "Wildebeest"          4:20